# Веертин Миэ
«Веертин Миэ» (яп. ヴィアティン三重 Виатин Миэ, нидерл. Veertien Mie) — японский футбольный клуб из городов Кувана и Йоккаити, префектура Миэ. Играет в Японской футбольной лиге, четвёртом дивизионе в системе лиг Японии.

## История
Название клуба происходит от числа «14», которое на голландском языке звучит как «Веертин». Данное название — отсылка к Йохану Кройфу, ведь именно под этим номером он выступал за амстердамский «Аякс».
Изначально клуб представлял город Кувана и носил название «Веертин Кувана». Однако, в 2015 году, с улучшением результатов команды, название сменилось на «Веертин Миэ», и команда стала представлять всю префектуру. 
В 2017 году команда повысилась в Японскую футбольную лигу, совершив пятое повышение к ряду. Перед командой была поставлена задача выхода в Джей-лигу и для этого был получен статус клуба 100-летнего плана.

## Стадион
Основным для клуба является стадион «Тоин» в городе Кувана, вмещающий 5 142 зрителя. В случае выхода команды в Джей-лигу 3 клуб будет проводить матчи на Центральном стадионе в Йоккаити, вмещающем 10 000 зрителей.